# Peter Koch
Peter Koch (Francoforte sul Meno, 3 novembre 1950) è un ex calciatore tedesco.
Giocò 108 partite con l'FSV Francoforte nella 2. Bundesliga Süd tra il 1975 e il 1979 e segnò sette gol.

## Carriera

### Amateurliga e Regionalliga, 1971–1975
Peter Koch arrivò allo FSV Francoforte all'età di 20 anni per la stagione 1971/72. Nei due anni precedenti aveva attirato l'attenzione con il club distrettuale Viktoria Preußen nel campionato distrettuale di Francoforte con 46 gol, tanto che il nuovo allenatore dell'FSV Erich Gehbauer, insieme al nuovo arrivato più importante, l'ex professionista e giocatore di nazionale Horst "Schotte" Trimhold, impegnò il nuovo attaccante del Francoforte per la squadra dell'Oberliga. Koch segnò già tre gol nel suo debutto per 8:3 contro il VfB Gießen. Alla fine della sua prima stagione con l'FSV sono stati 23 i gol in campionato, che lo hanno reso il capocannoniere della squadra di Gehbauer. Nonostante una differenza reti di 124:39, l'FSV ha dovuto accontentarsi della seconda posizione dietro al VfR Bürstadt. Il momento clou della stagione fu quindi la finale della Deutsche Fußball-Amateurmeisterschaft 1972, in cui la squadra sconfisse 2-1 la rappresentativa della Westfalia TSV Marl-Hüls.
Con quasi la stessa rosa, rinforzata solo da Klaus-Peter Stahl (Eintracht Francoforte) e Mitar Krajšić (di ritorno dall'SV Göppingen), l'FSV vinse il campionato dilettantistico dell'Assia nel 1972/73 e tornò così nella 2. Bundesliga Süd dopo tre anni. Il vantaggio sulla concorrenza fu molto netto con sette punti sul secondo in classifica, SpVgg Bad Homburg.